# Pickoutenga-Peulh
Pickoutenga-Peulh est une localité située dans le département de Namissiguima de la province du Sanmatenga dans la région Centre-Nord au Burkina Faso. 

## Géographie
Pickoutenga-Peulh est situé à 4 km au sud de Namissiguima, le chef-lieu du département, à environ 35 km au nord-ouest de Barsalogho, à 35 km au nord-est de Kongoussi et à environ 60 km au nord-ouest de Kaya, la capitale régionale.

## Histoire
Le village est historiquement constitué de populations peules.

## Éducation et santé
Le centre de soins le plus proche de Pickoutenga-Peulh est le centre de santé et de promotion sociale (CSPS) de Namissiguima tandis que le centre médical avec antenne chirurgicale (CMA) de la province se trouve à Barsalogho et que le centre hospitalier régional (CHR) est à Kaya. 
Pickoutenga-Peulh possède un centre d'alphabétisation.